# نی‌بازار
نی‌بازار (به انگلیسی: Nai Bazar) یک منطقهٔ مسکونی در هند است که در Sant Ravidas Nagar district واقع شده‌است.

## خصوصیات
نی‌بازار ۱۱٬۸۸۷ نفر جمعیت دارد.